# Pseudochiridium clavigerum
Espèce
Synonymes
- Chelifer claviger Thorell, 1889
- Pseudochiridium sundaicum Beier, 1953

Pseudochiridium clavigerum est une espèce de pseudoscorpions de la famille des Pseudochiridiidae.

## Distribution
Cette espèce se rencontre en Inde, au Népal, en Birmanie, en Malaisie, aux Philippines, en Indonésie et en Australie sur l'île Christmas.

## Description
L'holotype mesure 1,25 mm.

## Publication originale
- Thorell, 1889 : Aracnidi Artrogastri Birmani raccolti da L. Fea nel 1885-1887. Annali del Museo Civico di Storia Naturale di Genova, sér. 2, vol. 7, p. 521-729 (texte intégral).